# Ormside
Ormside est une paroisse civile de Cumbria, située dans le nord-ouest de l'Angleterre.

## Géographie
La paroisse civile comprend le village de Great Ormside (en) et le hameau de Little Ormside (en).

## Histoire
Le bol d'Ormside, un objet d'art anglo-saxon du VIIIe siècle a été découvert à Great Ormside en 1823.